# Bahnhof Brig

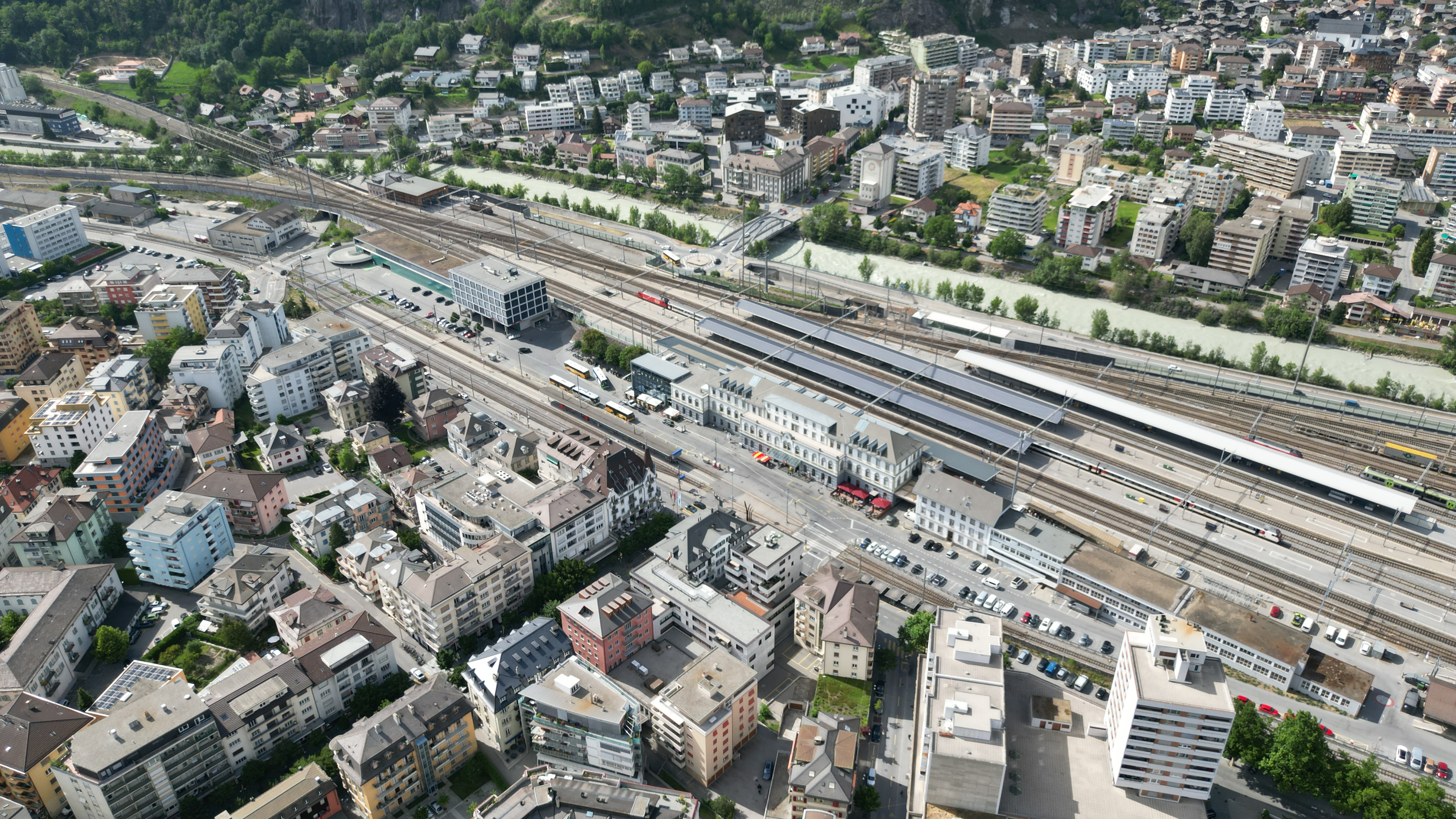
Luftaufnahme des Bahnhofs, Blick von Osten

Der Bahnhof Brig ist der Bahnhof der Stadt Brig im Schweizer Kanton Wallis.

## Geschichte
Der Bahnhof Brig wurde 1878 eröffnet. Er war ursprünglich als Knotenpunkt der neu gegründeten Schweizerischen Centralbahn (SCB) vorgesehen. Mit der Planung war in den frühen 1870er Jahren begonnen worden, als der Bau der Bahnstrecke im Rhonetal durch die Compagnie du Simplon in Angriff genommen wurde. Diverse Planungen, die Strecke in Richtung Italien zu verlängern, führten zu keinen Ergebnissen: Brig blieb zunächst Endbahnhof der Strecke. 1890 übernahm die Jura-Simplon-Bahn (JS) die Strecke und den Bahnhof Brig. Die JS forcierte Planungen für den Bau des Simplontunnels und konnte 1898 mit dem Bau beginnen. 1906 ging der Tunnel in Betrieb. Da der bisherige Endbahnhof den erweiterten Anforderungen als Grenzbahnhof nicht mehr gewachsen war, liess die JS einen neuen Durchgangsbahnhof erbauen. Hierfür musste aufwändig Gelände entlang der Rhone trockengelegt und diese begradigt werden. Der Bahnhof erhielt ein im neoklassizistischen Stil gestaltetes Bahnhofsgebäude mit markanter Fassade, hohen Fenstern und einem grossen Eingangsbereich. Sein Bau kostete etwa eine Million Schweizer Franken, was für die damalige Zeit eine beträchtliche Summe war. Die Gesamtfläche des Bahnhofs beträgt rund 10'000 Quadratmeter, was ihn zu einem der grösseren Bahnhöfe im Wallis macht.
Mit Inbetriebnahme der Lötschberg-Bergstrecke am 15. Juli 1913 mutierte Brig zu einem Abzweigbahnhof. 1914 kam die Brig-Furka-Disentis-Bahn (BFD) hinzu, die am 30. Juni 1914 den Verkehr auf ihrem ersten Streckenabschnitt bis Gletsch aufnahm. Die in Meterspur ausgeführte BFD, die 1925 in der Furka-Oberalp-Bahn (FO) aufging, erhielt Gleisanlagen auf dem Bahnhofsvorplatz. Dort endeten ab 1930 auch die Züge der Brig-Visp-Zermatt-Bahn (BVZ), nachdem der Lückenschluss zwischen Visp und Brig fertiggestellt worden war. Seitdem hielt der Glacier-Express in Brig, musste aber auf dem Bahnhofsvorplatz die Fahrtrichtung wechseln. 2007 erhielt die Strecke der FO eine neue Führung östlich des Bahnhofs Brig. Dank der neuen Unterquerung des östlichen Bahnhofskopfs mit den Gleisen in Richtung Simplontunnel ist der Bahnhof Brig auch auf Meterspur ein Durchgangsbahnhof.
Seit der Inbetriebnahme des Lötschberg-Basistunnels im Sommer 2007 fahren Fernzüge von Brig nach Bern nicht mehr über die Lötschberg-Bergstrecke. Dadurch entfiel im Bahnhof Brig der Umsteigeverkehr ins Unterwallis, da der Bahnhof Visp jetzt auch von den Zügen zwischen Bern und Brig bedient wird.
Seit 1906 wurde der Bahnhof mehrfach erweitert und modernisiert, um den steigenden Anforderungen des Personen- und Güterverkehrs zu genügen. Bei den Modernisierungen wurde Wert darauf gelegt, den historischen Charakter des Gebäudes zu erhalten.

## Heutiger Betrieb
Heute ist der Bahnhof Brig in der Region ein wichtiger Verkehrsknotenpunkt. 2022 zählte er etwa 5’000 Passagiere pro Tag. Brig ist an das nationale Schienennetz der SBB angeschlossen und bietet direkte Verbindungen nach Zürich, Genf, Lausanne und Zermatt sowie ins Berner Oberland und nach Italien. Der Bahnhof verfügt daher über verhältnismässig viele Gleise. Ausserdem fahren Regionalzüge und Autobusse in die umliegenden Regionen und Gemeinden.

## Verbindungen
Die beiden Strecken der Matterhorn-Gotthard-Bahn (MGB) bieten Verbindungen nach Zermatt sowie in Richtung Andermatt, Disentis und Chur. Über die Simplonlinie bestehen mit Zügen der Schweizerischen Bundesbahnen (SBB) Verbindungen nach Lausanne und Genf, durch den Simplontunnel verkehren Züge nach Italien bis Mailand und Venedig. Durch den in Visp von der Simplonlinie abzweigenden Lötschberg-Basistunnel fahren Fernzüge in Richtung Bern und Zürich. Die alte Lötschberg-Bergstrecke wird lediglich noch im Regionalverkehr durch Züge der BLS bedient.